# 대한민국 제15대 대통령 선거 국민승리21 후보 선출
대한민국 제15대 대통령 선거 국민승리21 후보 선출은 제15대 대선을 앞둔 1997년 10월 26일 국민승리21이 권영길 민주노총 위원장을 노동·시민·재야 운동권의 독자 대선 후보로 추대한 것을 말한다.
국민승리21은 새정치국민회의 등의 "정권교체를 방해한다"는 비판에도 불구하고 완주, 1.2%의 득표율을 올렸다.

## 과정
15대 대선이 다가오면서 진보 진영은 14대 때와 마찬가지로 정권 교체를 위해 일단은 민주당계 정당의 후보를 지지해야 한다는 민주대연합론과 재야 세력을 대변할 독자 후보를 내자는 국민후보론으로 갈려있었다.
14대 대선 당시 전자를 택하고 김대중 민주당 후보에 대한 '비판적 지지'를 선언했던 민주주의민족통일전국연합(전국연합)은 이번에는 입장을 달리해, 1997년 6월 14일 임시대의원대회를 열고 72%의 찬성으로 독자 후보 추진을 결정하게 되었다. 전국민주노동조합총연맹(민주노총) 역시 독자 후보를 내기로 했다. 국민연합과 민주노총은 재야 개혁 세력을 대표하고 범국민적 지지를 얻어낼 수 있는 '국민 후보'를 내자는 것에 인식을 같이하고 연대를 결정, 국민승리21을 조직하게 되었다.
국민승리21의 일명 '국민 후보'로는 권영길 민주노총 위원장, 이창복 전국연합 의장, 이부영 민주당 의원, 조순 서울시장 등이 거론되었다.
진보 진영은 과거 선거 때마다 번번이 제도권 정치 진입에 실패한데다, 5년 전 대선 때 백기완이 1%도 안 되는 처참한 득표율을 올린 경험이 있어 '국민 후보' 운동에도 회의적인 시각이 많았다. 그러나 1997년 3월 한겨레 여론조사 결과 국민 후보를 지지하겠다는 응답률이 7.6%를 기록하고, 6월 11일 월간 말 여론조사에서는 만약 권영길 민주노총 위원장이 국민 후보로 나올 경우 여야 후보가 누가 되느냐에 따라 최소 3.6%, 최대 6.2%까지의 지지를 받는 것으로 나와 종전과는 다른 결과가 기대되었다.

## 선출
국민승리21은 1997년 10월 26일 잠실 펜싱경기장에서 창립 대회를 열고 권영길 민주노총 위원장을 제15대 대통령 후보로 공식 추대했다.
당초 정당이 아닌 대선용 임시 단체의 성격을 띄던 국민승리21은 선거전에서의 편의를 위해 한시적으로 정당 등록을 하기로 했는데, 이때 원외 정당은 기호를 가나다 순으로 정한다는 점을 고려, 최대한 앞에 기호를 받기 위해 "건설국민승리21"로 등록하였다.

## 같이 보기
- 대한민국 제15대 대통령 선거